# S Pegasi
S Pegasi är en pulserande variabel av Mira Ceti-typ i stjärnbilden Pegasus. 
Stjärnan varierar mellan magnitud +6,9 och 13,8 med en period av 319,22 dygn.